# Emerson Kapaz
Emerson Kapaz OMM (São Paulo, 5 de março de 1955) é um empresário e político brasileiro.
Foi secretário de Ciência, Tecnologia e Desenvolvimento Econômico do Estado de São Paulo. Nas eleições estaduais de 2002 elegeu-se deputado federal de São Paulo pelo PSDB.
Fundador e dirigente do Pensamento Nacional das Bases Empresariais (PNBE), da Fundação Abrinq e do Instituto Brasileiro de Ética Concorrencial (ETCO). Também dirigiu o Instituto para o Desenvolvimento do Varejo (IDV). Foi presidente do Conselho de Administração da Manaus Ambiental, sócio e presidente do Conselho de Administração da Elka, ediretor de public affairs da S/A Llorente y Cuenca. É dirigente da ALEK consultoria empresarial, membro do Conselho de Administração do Centro de Informações sobre Saúde e Álcool (CISA) e, desde dezembro de 2016, é diretor da GD Solar, empresa líder em geração de energia solar, responsável pela implantação de parques solares em todo o país.
Formou-se em engenharia civil pela Universidade Presbiteriana Mackenzie, após cursar o Colégio Rio Branco, e é pós-graduado em Administração de Empresas pela Fundação Getúlio Vargas (FGV).

## Trajetória
Nascido no core de uma família de raízes sírio-libanesas, no final dos anos 1980, uma nova geração de empresários paulistas decidiu criar o Pensamento Nacional de Bases Empresariais (PNBE), na busca de alternativas ao modelo arcaico que, como reflexo dos sucessivos governos militares, imperava nos negócios. Emerson Kapaz e Oded Grajew foram, em 1990, os primeiros coordenadores da entidade.
Dois anos mais tarde, Kapaz, então com 37 anos, foi candidato à presidência da Federação das Indústrias do Estado de São Paulo (FIESP), sendo até então o mais jovem postulante à direção da entidade. No ano seguinte, foi eleito Empresário do Ano (1993-1994) pelo jornal Gazeta Mercantil, período em que também dirigia a Fundação Abrinq.
Em 1994 foi convidado pelo governador eleito Mario Covas (PSDB) para assumir a Secretaria de Estado de Ciência, Tecnologia e Desenvolvimento Econômico de São Paulo, cargo que exerceu até 1998. Em julho de 1994, Kapaz foi admitido pelo presidente Itamar Franco à Ordem do Mérito Militar no grau de Oficial especial.

#### Secretária de Ciência, Tecnologia e Desenvolvimento Econômico
Como secretário de Estado, Kapaz liderou um projeto de desenvolvimento para atrair mais de R$ 120 bilhões em novos investimentos. Articulou também, em conjunto com as universidades estaduais paulistas – USP, UNICAMP e UNESP - uma política tecnológica para o Estado de São Paulo e os primeiros passos para uma política científica.
No campo do aprendizado técnico, procedeu uma completa reformulação na metodologia de ensino das Faculdades de Tecnologia (FATECs).[carece de fontes?]
Como representante da sociedade civil, Kapaz integrou o Conselho da República (1994/1997), indicado pelo então presidente Itamar Franco.
No ano seguinte, candidatou-se a deputado federal pelo Partido da Social Democracia Brasileira (PSDB).

#### Câmara dos Deputados
Eleito com 74.818 votos, o deputado Emerson Kapaz foi relator e idealizador da nova lei das Sociedades Anônimas (S.A), permitindo realização de resultados a sócios majoritários e a retomada do investimento estrangeiro na Bolsa de Valores. Propôs e relatou a lei para a implantação da Política Nacional de Resíduos Sólidos , responsável pelo aumento da reciclagem e pela redução dos índices de lixo industrial.
Além de presidir a Subcomissão de Comércio Exterior e Integração Econômica, foi membro da Comissão de Economia, Indústria e Comércio e da Comissão de Finanças e Tributação. Por três anos consecutivos - 1999, 2000 e 2001 - foi incluído na lista dos 100 parlamentares mais influentes do Congresso Nacional pelo Departamento Intersindical de Assessoria Parlamentar (Diap).

#### ETCO - Instituto Brasileiro de Ética Concorrencial
Kapaz criou e presidiu o ETCO, entidade que estabeleceu novo paradigma na competição empresarial em substituição à concorrência desleal praticada pelo contrabando, sonegação e pirataria.
Foi responsável ainda pela publicação de um estudo inédito sobre o funcionamento do Judiciário no Brasil e outro, amplo, sobre ilegalidades no setor farmacêutico brasileiro. E, em parceira com a FGV, desenvolveu um novo estudo sobre a carga tributária brasileira.
Ainda na área de tributação, em 2005, o Banco Mundial publicou artigo de sua autoria, escrito em parceria com o economista Thomas Kenyon, sobre as armadilhas da informalidade: evasão fiscal, finanças e produtividade no Brasil.

#### IDV – Instituto para o Desenvolvimento do Varejo
Em 2007, Kapaz assumiu a direção executiva do IDV, desenvolvendo o planejamento estratégico da entidade, que agrega os 31 principais varejista do país. Neste período, realizou amplo estudo sobre os impactos da Reforma Tributária no setor de varejo.

## Escândalos
Em 2006, Emerson Kapaz foi citado pela comissão parlamentar de inquérito (CPI dos Sanguessugas) que apurou as atividades da máfia das ambulâncias, quando vários deputados foram acusados de ter apresentado emendas ao Orçamento que permitiram fraudes em licitações para a compra de ambulâncias com dinheiro público a preços superfaturados. Na ocasião afastou-se da campanha de Geraldo Alckmin, candidato do PSDB à presidência da república, da qual era o principal arrecadador de contribuições entre o empresariado paulista, e renunciou também ao cargo de diretor da Etco.
Nove anos mais tarde, em 13 de fevereiro de 2015, a Justiça Federal do Mato Grosso, onde corria o processo, julgou improcedente todas as acusações. Em março de 2018, o processo foi finalizado com a publicação do Acórdão do TRF-1, negando provimento à apelação do Ministério Público e mantendo, por unanimidade, a sentença anterior, que atesta sua inocência.

## Prêmios/condecorações
- Empresário do Ano, Gazeta Mercantil, 1993 e 1994;[nota 2]
- Ordem do Mérito Militar, 1994;
- Global Leader for Tomorrow, World Economic Forum, Suíça, 1994;
- Ordem de Rio Branco, Comendador, MRE, Brasília, DF, 1998;[21]
- Destaque do Ano, Associação Brasileira de Movimentação e Logística (ABML), São Paulo,2004 [22]

## Missões oficiais internacionais
- Integrante do Grupo dos 50, para discutir e viabilizar a integração competitiva dos países latino-americanos na globalização mundial, Washington, EUA.
- Feira de Hannover, Alemanha, 1997, à Itália e ao MIT, EUA, 1998, como Secretário da Ciência, Tecnologia e Desenvolvimento Econômico do Estado de São Paulo;
- Membro do Global Learders for Tomorrow e do World Economic Forum, Santiago, Chile, 1999;
- Participação no II Encontro Líderes Legislativos das Américas, São José, Costa Rica, 2000;
- Palestras sobre a nova Lei das S/A para investidores do ING Barings, Nova Iorque (EUA) e investidores institucionais Europeus (Reino Unido),2000;
- Workshop SME Acess to Risk Capital Financing, Washington, DC, 2001;
- Representação do IDV na National Retailer Federation, maior entidade varejista dos Estados Unidos, EUA, 2007;
- Participação no Encontro Mundial de Varejo World Reatailer Federation, Barcelona (Espanha), 2008.